# Melisme
Melisme (af græsk : μέλος, melos, sang, vise) betegner inden for sangmusik anbringelsen af flere toner på én enkelt stavelse, ofte i form af forsiring eller udsmykning af den melodiske hovednode ved gennemgangs- eller vekselnoder. Melismatisk kaldes da en sådan sangmåde, hvor flere toner synges på én stavelse, i modsætning til syllabisk, hvor hver tone har sin egen stavelse.